# 1633 Chimay
1633 Chimay è un asteroide della fascia principale del diametro medio di circa 36,12 km. Scoperto nel 1929, presenta un'orbita caratterizzata da un semiasse maggiore pari a 3,1853750 UA e da un'eccentricità di 0,1325659, inclinata di 2,67844° rispetto all'eclittica.
L'asteroide è dedicato alla cittadina belga di Chimay, dove nacque l'astronomo Georges Roland, collega dello scopritore, insieme al quale scoprì la cometa C/1956 R1 Arend-Roland.